# ドナルドの牧場
『ドナルドの牧場』（ドナルドのぼくじょう、原題：Old MacDonald Duck）は、ウォルト・ディズニー・プロダクション（現：ウォルト・ディズニー・カンパニー）が製作した1941年9月12日公開のアニメーション短編映画作品。ドナルドダック・シリーズの第32作である。

## あらすじ
牧場の農夫であるドナルドはいつものように乳搾りをしていると一匹のハエがやってきて、それを邪魔されてしまう。

## スタッフ
- 製作：ウォルト・ディズニー
- 脚本：ジャック・ハンナ
- 監督：ジャック・キング

## キャスト
| キャラクター   | 原語版               | 旧吹き替え版 | 新吹き替え版 |
| -------------- | -------------------- | ------------ | ------------ |
| ドナルドダック | クラレンス・ナッシュ | 関時男       | 山寺宏一     |

## 日本での公開

### 収録
- 『ドナルド ザ・グレーテストヒッツ』（VHS、ブエナ・ビスタ・ホーム・エンターテイメント、新吹き替え版）
- 『ドナルドダック・クロニクル Vol.1 限定保存版』（DVD、ブエナ・ビスタ・ホーム・エンターテイメント、新吹き替え版）